# Francesco Tola
Francesco Tola (Silanus, 11 settembre 1893 – Firenze, 10 settembre 1964) è stato un militare e aviatore italiano, decorato con due Medaglie d'argento al valor militare, due Croci al merito di guerra, e la Croce di Cavaliere dell'Ordine della Corona d'Italia durante la prima guerra mondiale,.

## Biografia
Nacque a Silanus, provincia di Nuoro, l'11 settembre 1893. All'età di 17 anni emigrò in Argentina con i fratelli Silvio e Battistino, stabilendosi a Buenos Aires, dove lavorò come tornitore meccanico.
Nel maggio 1915, all'entrata in guerra del Regno d'Italia, rientrò in Patria per arruolarsi volontario nel Regio Esercito, assegnato al 39º Reggimento della Brigata Bologna. Vista la sua esperienza con i motori, fu trasferito in servizio al Battaglione Aviatori frequentando la scuola di volo di Mirafiori. Conseguì il brevetto di pilota nel dicembre 1915, volando su velivolo Blériot XI, e poi quello di pilota militare nel febbraio 1916 su velivolo Voisin III. Nel luglio 1916 con il grado il sergente pilota venne assegnato in servizio alla 71ª Squadriglia caccia, del III Gruppo (poi 3º Gruppo caccia terrestre), di stanza a Villaverla assegnata al fronte della 1ª Armata. 
Con la sua unità, equipaggiata con i biplani Nieuport-Macchi Ni.11 eseguì missioni numerose missioni di scorta ai ricognitori e ai bombardieri Caproni Ca.3. Verso la fine dell'anno la sua squadriglia ricevette i nuovi Nieuport Ni.17.
Il 24 agosto 1917 conseguì la sua prima vittoria aerea, a nord del Forte Campo Luserna, venendo decorato con una Medaglia d'argento al valor militare. Alla fine dell'ottobre 1917, in seguito allo ritirata dovuta all'esito infausto sfondamento di Caporetto, partecipò a numerose missioni di protezione dei reparti italiani in ritirata. Visto che il campo di aviazione di Villaverla si trovava oramai nel raggio d'azione dell'artiglieria nemica che si trovava attestata sul Monte Cimone, verso la fine di novembre la squadriglia si trasferì sul campo di aviazione di Sovizzo, assegnata al III Gruppo, incominciando a ricevere i nuovi SPAD S.VII. Per il coraggio dimostrato durante le fasi della ritirata, ricevette un encomio solenne da parte del comandante dell'aeronautica della 1ª Armata, colonnello Igino Gilbert de Winckels.
L'11 gennaio 1918 conseguì una seconda Medaglia d'argento al valor militare abbattendo un caccia nemico nei pressi di monte Fior ed il giorno 15 il secondo Encomio solenne da parte del colonnello Riccardo Moizo, per aver difeso dall'attacco di caccia nemici una formazione di bombardieri Caproni. Partecipò poi alle fasi della battaglia dei Tre Monti (Col del Rosso, Monte Valbella e Col d'Echele), e avendo assistito agli attacchi portati dai 151° e 152° Reggimento della Brigata Sassari, appartenente alla 33ª Divisione del tenente generale Carlo Sanna,  decise di far dipingere il suo aereo di bianco e rosso, come le mostrine dei fanti della "Sassari". Il 10 maggio la sua squadriglia si trasferì sul campo di aviazione di Castelgomberto, dove rimase fino al termine delle operazioni belliche. Nel mese di settembre lasciò la 71ª Squadriglia per andare a ricoprire il ruolo di istruttore presso il campo d'aviazione di Busto Arsizio. Alla fine delle ostilità aveva partecipato a 400 missioni di guerra, con 15 combattimenti aerei, 2 abbattimenti certi e numerosi altri in collaborazione, decorato con due Medaglie d'argento al valor militare, due Croci al merito di guerra, e la Croce di Cavaliere dell'Ordine della Corona d'Italia.
Rimasto in servizio dopo la fine del conflitto, nel marzo 1919 fu assegnato al Distaccamento Sperimentale di Comunicazione Aerea di Cagliari, ma rimase vittima di un grave incidente di volo, e dovette abbandonare l'attività aviatoria alla fine del medesimo anno. Entrò allora in servizio presso l'arma dei carabinieri, raggiungendo il grado di maresciallo, e andando in pensione definitivamente nel 1948. Si spense a Firenze il 10 settembre 1964.  Nel 1975 il suo paese natale gli ha intitolato una scuola elementare.

### Annotazioni
1. ↑  Aveva come suoi compagni di corso i futuri assi Flavio Torello Baracchini e Francesco Baracca.

### Fonti
1. 1 2 3 4  Mancini 1936, p. 586.
2. 1 2 3  La Nuova Sardegna.
3. 1 2  Monteverde 2015, p. 2.
4. 1 2 3  Contu, Sepúlveda, Serra Busquets, Monteverde 2017, p. 161.
5. ↑  Gentilli, Varriale 1999, pp. 38-39.
6. ↑  Monteverde 2017, p. 162.
7. ↑  Contu, Sepúlveda, Serra Busquets, Monteverde 2017, p. 163.
8. 1 2 3 4  Contu, Sepúlveda, Serra Busquets, Monteverde 2017, p. 165.
9. 1 2 3 4  Contu, Sepúlveda, Serra Busquets, Monteverde 2017, p. 166.
10. ↑  Monteverde 2017, p. 167.